# Стефан Вукановић Немањић
Стефан Вукановић Немањић је био син Вукана Немањића и брат Ђорђа и Дмитра Немањића. Он је ктитор и градитељ манастира Морача. Kнез Стефан је био син великог кнеза Вукана, владара Зете и унук Стефана Немање, рашког великог жупана. Његов отац титуларни краљ Вукан је умро око 1208. године. Краљ Ђорђе је владао Зетом до 1216. године, када је она постала део српске државе. У периоду од 1251–1252. године саградио је манастир Морачу.

## Биографија
У повељи краља Уроша Дубровчанима од 23. августа 1254. године јављају се као сведоци кнез Ђорђе и жупан Стефан. Уколико је овде реч о синовима жупана Вукана, то је и први писани траг о Стефану. Уз њих се јавља и архиепископ Арсеније, што сведочи о високом положају који су браћа заузимала у тадашњој Србији. Ђорђе као Вуканов наследник фигурира у Зети у првој половини 13. века. Помен Стефана поред брата сведочи да је и он имао значајан положај. Имамо и податак да је носио титулу жупана. Потпис жупана Стефана идентичан је потпису Вукановог сина на натпису у Морачи, што је још један доказ да се ради о истој особи.

### Оснивање манастира Мораче
Стефан се не помиње у заклетви верности млетачком дужду из 1208. године. То је посредан доказ да је у том тренутку био малолетан, те се може закључити да је рођен после 1194. године. Први пут га срећемо у изворима када је већ био у зрелим годинама. Стефан је, наиме, први од Вуканових потомака који је иза себе оставио задужбину - манастир Морачу. Манастир је смештен jугозападно од Брскова. На манастиру се налази натпис:
Овај свети храм Пресвете Дjеве Богородице сазидах и украсих у име Успења, ја Стефан, син великог кнеза Вукана, унук Светог Симеона Немање. И ово би у дане благочестивог краља нашег Уроша, у лето 6760, индикта 10-тог.

Наведена хронолошка одредница датује изградњу манастира у период између 1. септембра 1251. и 31. августа 1252. године. Стефан се као ктитор помиње без икакве титуле, што се објашњава или његовом скромношћу или чињеницом да високу титулу није ни носио.На фресци у манастиру Дечани пише да jе кнез. Свакако је признавао власт краља Уроша у то време.
Оснивање манастира Мораче потврђено је повељом српског краља Уроша, која данас није сачувана. Један њен део исписан је на зиду мале цркве Светог Николе у манастирској порти Мораче у 17. веку (1639. године). Да је повеља чувана у манастиру у 19. веку сведочи Јегор Коваљевски, Рус који је 1838. године боравио у Морачи где је имао прилику да лично у рукама држи повељу. Коваљевски је оставио и штуре податке о изгледу повеље. Писана је у облику свитка, садржала је међе манастирског властелинства.

### Стефан на фрескама
Стефан је једини Вуканов син који је насликан на лозама Немањића и то на три од четири сачуване лозе: Грачаница, Пећ и Дечани. Међутим, поред његовог имена не налази се титула жупана, већ титула кнеза. Како је приликом осликавања лоза Немањића вођена велика пажња приликом навођења титула, објашњење треба тражити у претпоставци да је Стефан у време владавине краља Уроша уздигнут за кнеза. Као кнез, Стефан је морао добити одређене територије на управу. Свакако је разумно претпоставити да су се оне налазиле у држави његовог оца, односно у Дукљи, где је Стефан могао наследити свога брата Ђорђа. Ово, међутим, не наилази на потврду у историјским изворима.
Манастир Морача обновљен је у 16. веку, приликом чега је поново осликан ктиторски портрет Стефана. Уз портрет се налази натпис: "краљ Стефан, син великог кнеза Вукана, унук Светог Симеона Немање". Титула краља сведочи да су Стефана краљем сматрали његови поданици у Дукљи. Са њоме није могао иступати званично, јер су већ две личности у том тренутку носиле титулу краља: Урош и његов брат Владислав који се у изворима последњи пут јавља 1263/4. године. Стефан је приказан на челу поворке, поред своје супруге, као млад човек са дугом брадом, одевен као племић. Судећи према натпису на фресци, Стефан се непосредно пред смрт замонашио.
На западном зиду наоса осликани су крстасти мотиви који сведоче о правој титули Стефана - титули кнеза. Бранковићев летопис и Загребачки родослов титулишу Стефана као великог кнеза. У Загребачком родослову стоји податак да у Морачи почивају Стефанове "неповређене мошти свете", што наговештава да је Стефан пред смрт канонизован.
Повлачење Стефана Вукановића у манастирски живот можда је био мотивисан политичким догађајима. Почетком друге половине 13. века краљ Урош Немањић заводи чврсту централну власт, настојећи да укине аутономне области под влашћу Вуканових потомака. У скорије време изнета је претпоставка да је Вуканов син Стефан био принуђен на одлазак у манастир, те је у Зети заведена централна власт. Такво стање потрајало је до владавине краља Драгутина, када је додељена на управу краљици-мајци Јелени..